# Austrocylindropuntia vestita
Austrocylindropuntia vestita  (лат.) — суккулентное растение; вид рода Аустроцилиндропунция семейства Кактусовые.
Вид впервые описан Йозефом Сальм-Райффершайдт-Диком в 1845 году. Курт Бакеберг поместил вид в 1942 году в род  Austrocylindropuntia. Видовое название происходит от лат. vestitus — «одетая», и указывает на густой белый волосяной покров, который словно одежда покрывает всё растение.

## Описание
Стебли эллиптические или почти шаровидные до 50 см длиной, в культуре становятся слегка цилиндрическими, образуют большие группы.
Побеги диаметром 1,5-3 см, с густыми, белыми волосками, из волосков выступают короткие цилиндрические тёмно-зелёные листочки длиной 1-3 см.
Ареолы небольшие. Глохидии белые.
Колючек 1-8, часто длиной всего 0,4 см, частично до 1,5 см, тонкие, коричневые.
Цветки 3,5 см длиной, диаметром 3-4 см, красные или фиолетовые, остаются открытыми 2-3 дня.
Плоды сферические, удлинённые, от красного до тёмно-фиолетового цвета, до 4 см длиной, до 2,5 см в диаметре, покрытые глохидиями.

## Распространение
Этот вид встречается в Аргентине, в провинциях Жужуй и Сальта, а также в Боливии, в департаментах Кочабамба, Ла-Пас, Чукисака, Потоси и Тариха.
Растет на высоких лугах на каменистых почвах на высотах от 2400 и 3600 метров над уровнем моря.
Вид внесён в Красную книгу Международного союза охраны природы, состояние популяции вызывает наименьшие опасения.
Этот вид имеет достаточно широкий ареал. Популяции стабильны. На природоохранных территориях не присутствует. Больших угроз для этого вида нет.

## Содержание

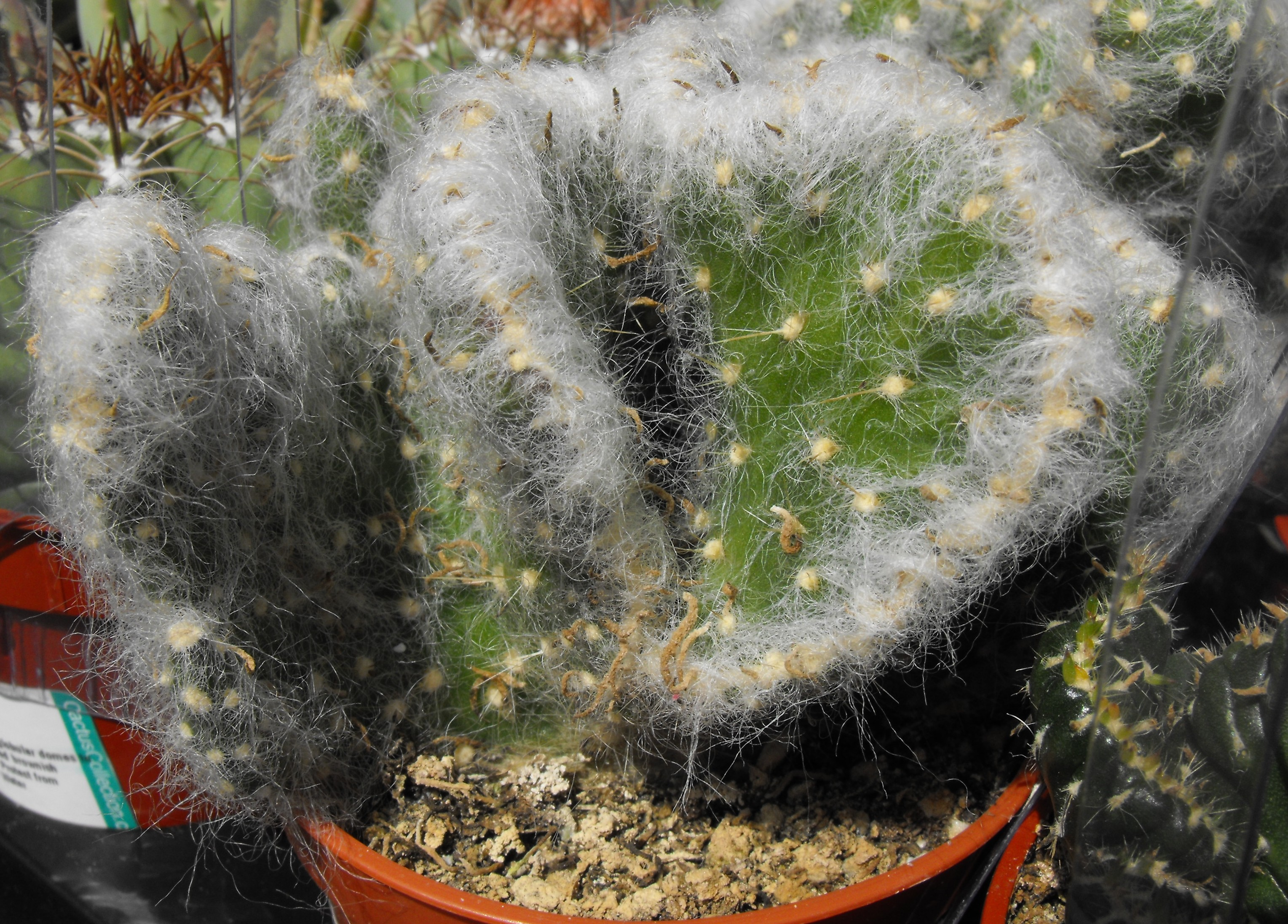
Кристатная форма

В период вегетации растения содержат на солнечном месте, полив средний. В период покоя содержат сухо при температуре не менее 5 °C.
В культуре встречаются обычные и кристатные формы.
Размножаются семенами или, особенно, черенками.

## Разновидности
- Austroculindropuntia vestita var. chuquisacana (Cárdenas) Backeb. Волоски гуще, листья длинные.
- Austroculindropuntia vestita var. intermedia Backeb. Побеги крепкие, колючки частично торчат, листья средней длины.
- Austroculindropuntia vestita var. major Backeb. Листья длиной до 3 см.